# Mirosław Żarowski
Mirosław Jan Żarowski – polski filozof, dr hab. nauk humanistycznych, profesor nadzwyczajny Instytutu Filozofii Wydziału Nauk Społecznych Uniwersytetu Wrocławskiego.

## Życiorys
Obronił pracę doktorską, 23 czerwca 1997 habilitował się na podstawie dorobku naukowego i pracy zatytułowanej Tożsamość. Problem skażenia natury ludzkiej w filozofii Kartezjusza. Otrzymał nominację profesorską. 
Został zatrudniony na stanowisku profesora nadzwyczajnego w Instytucie Filozofii na Wydziale Nauk Społecznych Uniwersytetu Wrocławskiego.

## Publikacje
- 1994: Tożsamotność : problem skażenia natury ludzkiej w filozofii Kartezjusza[2]
- 2010: Sebastiana Petrycego z Pilzna przestrogi i przydatki do filozofii przystojności ludzkiej[2]
- 2014: Drżenie filozofa : Seneka w kronice Kadłubka[2]
- 2015: Przyczynek do nauki Arystotelesa o wyświadczaniu i przyjmowanie dobrodziejstw[2]
- 2017: Etyczna myśl braci polskich : o umiłowaniu cnoty dla niej samej[2]